# 47. Primetime Emmy-gála
A 47. Primetime Emmy-gála során az 1994 és 1995 között főműsoridőben bemutatott, amerikai televíziós programokat értékelték. A jelölteket az Academy of Television Arts & Sciences választotta ki. A Los Angeles-i Pasadena Civic Auditoriumban tartott ceremóniát a Fox közvetítette 1995. szeptember 10-én. A műsor házigazdái Jason Alexander és Cybill Shepherd voltak.

## Győztesek és jelöltek
A nyertesek félkövérrel jelölve.

### Műsorok
| Legjobb vígjátéksorozat | Legjobb drámasorozat |
| --- | --- |
| - Frasier – A dumagép (NBC) - Jóbarátok (NBC) - The Larry Sanders Show (HBO) - Megőrülök érted (NBC) - Seinfeld (NBC)                                                                   | - New York rendőrei (ABC) - Chicago Hope Kórház (CBS) - Vészhelyzet (NBC) - Esküdt ellenségek (NBC) - X-akták (Fox)                                                                                      |
| Legjobb varietésorozat | Legjobb varieté különkiadás |
| - The Tonight Show with Jay Leno (NBC) - Dennis Miller Live (HBO) - Late Show with David Letterman (CBS) - MTV Unplugged (MTV) - Politically Incorrect with Bill Maher (Comedy Central) | - Barbra Streisand: The Concert (HBO) - 67. Oscar-gála (ABC) - AFI Life Achievement Award: A Tribute to Steven Spielberg (NBC) - A Comedy Salute to Andy Kaufman (NBC) - Eagles: Hell Freezes Over (MTV) |
| Legjobb tévéfilm | Legjobb minisorozat |
| - Megbélyegezve: A McMartin-per (HBO) - Lassú tűzön (HBO) - X polgártárs (HBO) - The Piano Lesson (CBS) - Ha hallgattál volna (NBC)                                                     | - József (TNT) - Vad nők (CBS) - A préri vad gyermekei (CBS) - Ahány férfi (PBS) - Egy független asszony (NBC)                                                                                           |

### Színészek

#### Főszereplők
| Legjobb férfi főszereplő (vígjátéksorozat) | Legjobb női főszereplő (vígjátéksorozat) |
| --- | --- |
| - Kelsey Grammer (Dr. Frasier Crane) - Frasier – A dumagép (NBC) (Epizód: "Kalandok a Paradicsomban", 2. rész) - John Goodman (Dan Conner) - Roseanne (ABC) (Epizód: "The Blaming of the Shrew") - Paul Reiser (Paul Buchman) - Megőrülök érted (NBC) (Epizód: "Tortaveszély!") - Jerry Seinfeld (Jerry Seinfeld) - Seinfeld (NBC) (Epizód: "The Diplomat's Club") - Garry Shandling (Larry Sanders) - The Larry Sanders Show (HBO) (Epizód: "The Mr. Sharon Stone Show") | - Candice Bergen (Murphy Brown) - Murphy Brown (CBS) (Epizód: "Requiem for a Crew Guy") - Roseanne Barr (Roseanne Conner) - Roseanne (ABC) (Epizód: "Thanksgiving 1994") - Ellen DeGeneres (Ellen Morgan) - Ellen (ABC) (Epizód: "The Spa") - Helen Hunt (Jamie Buchman) - Megőrülök érted (NBC) (Epizód: "Honnan tudtam volna?") - Cybill Shepherd (Cybill Sheridan) - Cybill (CBS) (Epizód: "Virgin, Mother, Crone")            |
| Legjobb férfi főszereplő (drámasorozat) | Legjobb női főszereplő (drámasorozat) |
| - Mandy Patinkin (Dr. Jeffrey Geiger) - Chicago Hope Kórház (CBS) (Epizód: "Első a beteg") - George Clooney (Doug Ross) - Vészhelyzet (NBC) (Epizód: "Utazás egy hosszú nap után") - Anthony Edwards (Mark Greene) - Vészhelyzet (NBC) (Epizód: "A munka mindent felemészt") - Dennis Franz (Andy Sipowicz) - New York rendőrei (ABC) (Epizód: "A.D.A. Sipowicz") - Jimmy Smits (Bobby Simone) - New York rendőrei (ABC) (Epizód: "The Bookie and Kooky Cookie")          | - Kathy Baker (Jill Brock) - Kisvárosi rejtélyek (CBS) (Epizód: "Frogman Returns") - Claire Danes (Angela Chase) - My So-Called Life (ABC) (Epizód: "Pilot") - Angela Lansbury (Jessica Fletccher) - Gyilkos sorok (CBS) (Epizód: "Drága halálos") - Sherry Stringfield (Dr. Susan Lewis) - Vészhelyzet (NBC) (Epizód: "Anyaság") - Cicely Tyson (Carrie Grace Battle) - A jog hálójában (NBC) (Epizód: "In the Name of the Sun") |
| Legjobb férfi főszereplő (minisorozat vagy különkiadás) | Legjobb női főszereplő (minisorozat vagy különkiadás) |
| - Raul Julia (Chico Mendes) - Lassú tűzön (HBO) - Charles S. Dutton (Boy Willie Charles) - The Piano Lesson (CBS) - John Goodman (Huey P. Long) - Kingfish - Egy vaskezű diktátor (TNT) - John Lithgow (Tom Bradley / Bob Bradley) - Közel a gyilkoshoz (CBS) - James Woods (Danny Davis) - Megbélyegezve: A McMartin-per (HBO) | - Glenn Close (Margarethe Cammermeyer) - Ha hallgattál volna (NBC) - Sally Field (Bess Gardner Steed) - Egy független asszony (NBC) - Anjelica Huston (Calamity Jane) - Vad nők (CBS) - Diane Keaton (Amelia Earhart) - Amelia Earhart - Az utolsó repülés (TNT) - Alfre Woodard (Berniece Charles) - The Piano Lesson (CBS) |
| Legjobb egyedülálló alakítás varieté vagy zenés műsorban | |
| - Barbra Streisand – Barbra Streisand: The Concert (HBO) - Julie Andrews – The Sound of Julie Andrews (Disney Channel) - Carol Burnett – Men, Movies and Carol (CBS) - Rosie O'Donnell – Rosie O'Donnell (HBO) - Tracey Ullman – Women of the Night (HBO) | |

#### Mellékszereplők
| Legjobb férfi mellékszereplő (vígjátéksorozat) | Legjobb női mellékszereplő (vígjátéksorozat) |
| --- | --- |
| - David Hyde Pierce (Dr. Niles Crane) - Frasier – A dumagép (NBC) (Epizód: "A lisztgyermek", "Egy felejthető affér") - Jason Alexander (George Costanza) - Seinfeld (NBC) (Epizód: "The Gymnast", "The Race") - Michael Richards [Cosmo Kramer) - Seinfeld (NBC) (Epizód: "The Jimmy", "The Fusilli Jerry") - David Schwimmer (Ross Geller) - Jóbarátok (NBC) (Epizód: "Ultrahang", "Áramszünet") - Rip Torn (Arthur) - The Larry Sanders Show (HBO) (Epizód: "Like No Business I Know", "Arthur's Crisis") | - Christine Baranski (Maryann Thorpe) - Cybill (CBS) (Epizód: "Starting on the Wrong Foot") - Lisa Kudrow (Phoebe Buffay) - Jóbarátok (NBC) (Epizód: "Szilveszter", "Ursula, az ikertestvér") - Julia Louis-Dreyfus (Elaine Benes) - Seinfeld (NBC) (Epizód: "The Beard", "The Fusilli Jerry") - Laurie Metcalf (Jackie Harris) - Roseanne (ABC) (Epizód: "Bed and Bored", "Single Married Female") - Liz Torres (Mahalia Sanchez) - The John Larroquette Show (NBC) (Epizód: "Faith", "In the Pink")                |
| Legjobb férfi mellékszereplő (drámasorozat) | Legjobb női mellékszereplő (drámasorozat) |
| - Ray Walston (Henry Bone) - Kisvárosi rejtélyek (CBS) (Epizód: "Final Judgement") - Héctor Elizondo (Dr. Phillip Watters) - Chicago Hope Kórház (CBS) (Epizód: "Szívügyek", "Születés és halál") - James Earl Jones (Neb Langston) - Under One Roof (CBS) (Epizód: "Pilot", "Daddy's Girl") - eriq La Salle (Peter Benton) - Vészhelyzet (NBC) (Epizód: "Kilenc és fél óra", "Minden a régi") - Noah Wyle (Dr. John Carter) - Vészhelyzet (NBC) (Epizód: "Cserbenhagyás", "Éjszaka Chicagóban")            | - Julianna Margulies (Carol Hathaway) - Vészhelyzet (NBC) (Epizód: "Mire megy két szív", "Éjszaka Chicagóban") - Barbara Babcock (Dorothy Jennings) - Quinn doktornő (CBS) (Epizód: "Hölgyek estéje") - Tyne Daly (Alice Henderson) - Christie (CBS) (Epizód: "The Hunt") - Sharon Lawrence (Sylvia Costas) - New York rendőrei (ABC) (Epizód: "Travels With Andy", "Un-American Graffiti") - Gail O'Grady (Donna Abandando) - New York rendőrei (ABC) (Epizód: "A Murder With Teeth In It", "Un-American Graffiti") |
| Legjobb férfi mellékszereplő (minisorozat vagy különkiadás) | Legjobb női mellékszereplő (minisorozat vagy különkiadás) |
| - Donald Sutherland (Fetisov) - X polgártárs (HBO) - Jeffrey DeMunn (Chikatillo) - X polgártárs (HBO) - Sam Elliott (Wild Bill Hickok) - Vad nők (CBS) - Ben Kingsley (Potiphar) - József (TNT) - Edward James Olmos (Wilson Pinheiro) - Lassú tűzön (HBO) | - Judy Davis (Diane) - Ha hallgattál volna (NBC) - Shirley Knight (Peggy Buckey) - Megbélyegezve: A McMartin-per (HBO) - Sônia Braga (Regina De Carvalho) - Lassú tűzön (HBO) - Sissy Spacek (Spring Renfro) - Régi jó cimborák (TNT) - Sada Thompson (Virginia McMartin) - Megbélyegezve: A McMartin-per (HBO) |

### Rendezők
| Legjobb rendező (vígjátéksorozat) | Legjobb rendező (drámasorozat) |
| --- | --- |
| - Frasier – A dumagép (NBC) (Epizód: "A kerítő") – David Lee - Jóbarátok (NBC) (Epizód: "Áramszünet") – James Burrows - The Larry Sanders Show (HBO) (Epizód: "Hank's Night in the Sun") – Todd Holland - A dadus (CBS) (Epizód: "Canasta Master") – Lee Shallat Chemel - Seinfeld (NBC) (Epizód: "The Jimmy") – Andy Ackerman | - Vészhelyzet (NBC) (Epizód: "A munka mindent felemészt") – Mimi Leder - Chicago Hope Kórház (CBS) (Epizód: "Életveszélyben") – Lou Antonio - Vészhelyzet (NBC) (Epizód: "Bevezető rész") – Rod Holcomb - My So-Called Life (ABC) (Epizód: "Pilot") – Scott Winant - New York rendőrei (ABC) (Epizód: "Innuendo") – Mark Tinker |
| Legjobb rendező (varietésorozat vagy különkiadás) | Legjobb rendező (minisorozat vagy különkiadás) |
| - 67. Oscar-gála (ABC) – Jeff Margolis - Barbra Streisand: The Concert (HBO) – Barbra Streisand, Dwight Hemion - The Kennedy Center Honors: A Celebration of the Performing Arts (CBS) – Louis J. Horvitz - Late Show with David Letterman (CBS) – Hal Gurnee - The Tonight Show with Jay Leno (NBC) – Ellen Brown             | - Lassú tűzön (HBO) – John Frankenheimer - X polgártárs (HBO) – Chris Gerolmo - Megbélyegezve: A McMartin-per (HBO) – Mick Jackson - The Piano Lesson (CBS) – Lloyd Richards - Ha hallgattál volna (NBC) – Jeff Bleckner |

### Forgatókönyvírók
| Legjobb forgatókönyv (vígjátéksorozat) | Legjobb forgatókönyv (drámasorozat) |
| --- | --- |
| - Frasier – A dumagép (NBC) (Epizód: "Egy felejthető affér") – Chuck Ranberg, Anne Flett-Giordano - Frasier – A dumagép (NBC) (Epizód: "A kerítő") – Joe Keenan - Jóbarátok (NBC) (Epizód: "Hálaadás ünnepe") – Jeff Greenstein, Jeff Strauss - The Larry Sanders Show (HBO) (Epizód: "Hank's Night in the Sun") – Peter Tolan - The Larry Sanders Show (HBO) (Epizód: "The Mr. Sharon Stone Show") – Garry Shandling, Peter Tolan | - Vészhelyzet (NBC) (Epizód: "A munka mindent felemészt") – Lance Gentile - Vészhelyzet (NBC) (Epizód: "Bevezető rész") – Michael Crichton - My So-Called Life (ABC) (Epizód: "Pilot") – Winnie Holzman - New York rendőrei (ABC) (Epizód: "Simone Says") – Steven Bochco, David Milch, Walon Green - X-akták (Fox) (Epizód: "Duane Barry") – Chris Carter |
| Legjobb forgatókönyv (varietésorozat vagy különkiadás) | Legjobb forgatókönyv (minisorozat vagy különkiadás) |
| - Dennis Miller Live (HBO) - The Kids in the Hall (CBS) - Late Show with David Letterman Video Special (CBS) - Mystery Science Theater 3000 (Comedy Central) - Politically Incorrect with Bill Maher (Comedy Central) | - Ha hallgattál volna (NBC) – Alison Cross - Lassú tűzön (HBO) – William Mastrosimone, Michael Tolkin, Ron Hutchinson - X polgártárs (HBO) – Chris Gerolmo - Megbélyegezve: A McMartin-per (HBO) – Abby Mann, Myra Mann - The Piano Lesson (CBS) – August Wilson                                                                                           |

## Fordítás
- Ez a szócikk részben vagy egészben  a(z)   47th Primetime Emmy Awards című angol Wikipédia-szócikk fordításán alapul.  Az eredeti cikk szerkesztőit annak laptörténete sorolja fel. Ez a jelzés csupán a megfogalmazás eredetét és a szerzői jogokat jelzi, nem szolgál a cikkben szereplő információk forrásmegjelöléseként.